# Vale do Juba
O Vale do Juba (em somali: Dooxada Jubbada) é um vale na África Oriental.
Segue a linha do rio Juba ao norte, desde o Oceano Índico até a fronteira entre a Somália e a Etiópia. O vale então se divide, um braço seguindo o rio Dawa para oeste ao longo da fronteira Etiópia-Quênia, depois para o norte na Etiópia, e o outro braço segue o rio Ganale Dorya para o norte até a Etiópia.
Junto com o Vale do Shebelle e os lagos próximos Chamo e Abaya, o Vale do Juba é considerado uma área de aves endêmicas pela Birdlife International.
A seção somali do Vale do Juba é atualmente conhecida como Jubalândia. Antes da Guerra Civil Somali, o Vale do Juba era uma área rural normal, mas tornou-se um cenário de luta entre vários clãs. Desde o colapso do governo central somali em 1991, essa região têm enfrentado uma série de desastres, tanto naturais (inundações e secas) quanto provocados pelo homem (má governança, conflitos armados e abusos generalizados de direitos humanos).
O nome do vale foi adotado pela Aliança do Vale de Juba, grupo formado em 1999 para lutar contra o general Mohammed Said Hersi Morgan, e que dominou a região entre 1999 e 2006.